# Panaeolopsis nirimbii
Panaeolopsis nirimbii är en svampart som beskrevs av Watling & A.M. Young 1983. Panaeolopsis nirimbii ingår i släktet Panaeolopsis och familjen Agaricaceae.   Inga underarter finns listade i Catalogue of Life.